# 布奇基 (馬林區)
50°43′53″N 28°52′15″E / 50.73139°N 28.87083°E
布奇基（烏克蘭語：Бучки），是烏克蘭北部的村莊，隸屬日托米爾州的科羅斯滕區。該村始建於1892年，面積0.73平方公里，海拔高度177米，2001年該村落人口55。